# Feliks Sołtyk
Feliks Sołtyk (ur. ok. 1727 roku – zm. 2 września 1780 roku w Warszawie) – pułkownik 7 Brygady Kawalerii Narodowej w 1780 roku, starosta zwinogrodzki, pułkownik chorągwi pancernej Najjaśniejszego Króla Jegomości w 1760 roku.
Był synem Józefa kasztelana lubelskiego i jego żony Konstancji z Drzewickich, młodszym bratem Tomasza wojewody łęczyckiego i biskupa krakowskiego Kajetana Ignacego oraz Macieja kasztelana warszawskiego. W 1734 wraz z matką i młodszymi braćmi przebywał w oblężonym Gdańsku a następnie w Elblągu. W 1755 kupił od Józefa Aleksandra Jabłonowskiego Zwinogródkę jednak Jabłonowski wypędził ludzi Sołtyka z części dóbr w Lisiance, które sprzedał hetmanowi Ksaweremu Branickiemu, co spowodowało długie procesy sądowe, w których Sołtykowie dochodzili sprawiedliwości w sądach.